# Jacques Keryell
 (juillet 2019).
Si vous disposez d'ouvrages ou d'articles de référence ou si vous connaissez des sites web de qualité traitant du thème abordé ici, merci de compléter l'article en donnant les références utiles à sa vérifiabilité et en les liant à la section « Notes et références ».
Jacques Keryell est un écrivain catholique , spécialiste du monde arabe et notamment le biographe de l'islamologue chrétien Louis Massignon (1883-1962). 
Il œuvre pour le dialogue interreligieux. Il a aussi exercé la profession de céramiste spécialisé dans l'art arabo-persan[réf. nécessaire].

## Biographie
Né le 17 juin 1930, il a fait des études de théologie à Toulouse puis étudié l'arabe littéraire et dialectal au Liban. Il a ensuite étudié la céramique arabo-persane à l'Institut français d'études arabes de Damas.
Après avoir résidé pendant 15 ans dans les pays du Maghreb et du Proche-Orient, notamment à Beyrouth où il a rencontré sa femme, chrétienne maronite, il s'est installé à Sées puis à Angers où il réside actuellement[évasif]. Il est membre de l'Académie des sciences, des belles-lettres et des arts d'Angers[réf. nécessaire].
Dans un article consacré à la mystique chrétienne au désert, publié en 2018 dans la revue Ultréïa (no 14), il relate son expérience de la solitude humaine : « Lors de longs séjours au désert on découvre ou redécouvre la banale et parfaite réalité de notre néant devant ces immensités horizontales et verticales ; mais on peut aussi y percevoir plus profondément quelle est notre dépendance vis-à-vis d’un Être dont nous savons – par Jésus – qu’il est notre père ».

## Publications
- Jardin donné : Louis Massignon à la recherche de l'absolu, Saint-Paul, 1993
- Louis Massignon et ses contemporains, Karthala, coll. « Hommes et sociétés », 1997
- Louis Massignon au cœur de notre temps, Karthala, coll. « Hommes et sociétés », 1999
- Afîf Osseïrane (1919-1988) : un chemin de vie, Cerf, L'histoire à vif, 2009
- Mary Kahîl, une grande dame d'Égypte, préfacé par Boutros Boutros-Ghali, Geuthner, 2010
- Louis Massignon : la grâce de Bagdad, Téqui, 2010
- Personne et altérité : l'hospitalité au cœur de la rencontre, sous la direction de Jacques Keryell, Geuthner Cerf, 2013
- De l'art des mots au goût de Dieu, Chemins de dialogue, 2018
- Se souvenir de l'avenir avec Louis Massignon, Paulo Ramand, 2019